# Am Oberwiesenfeld

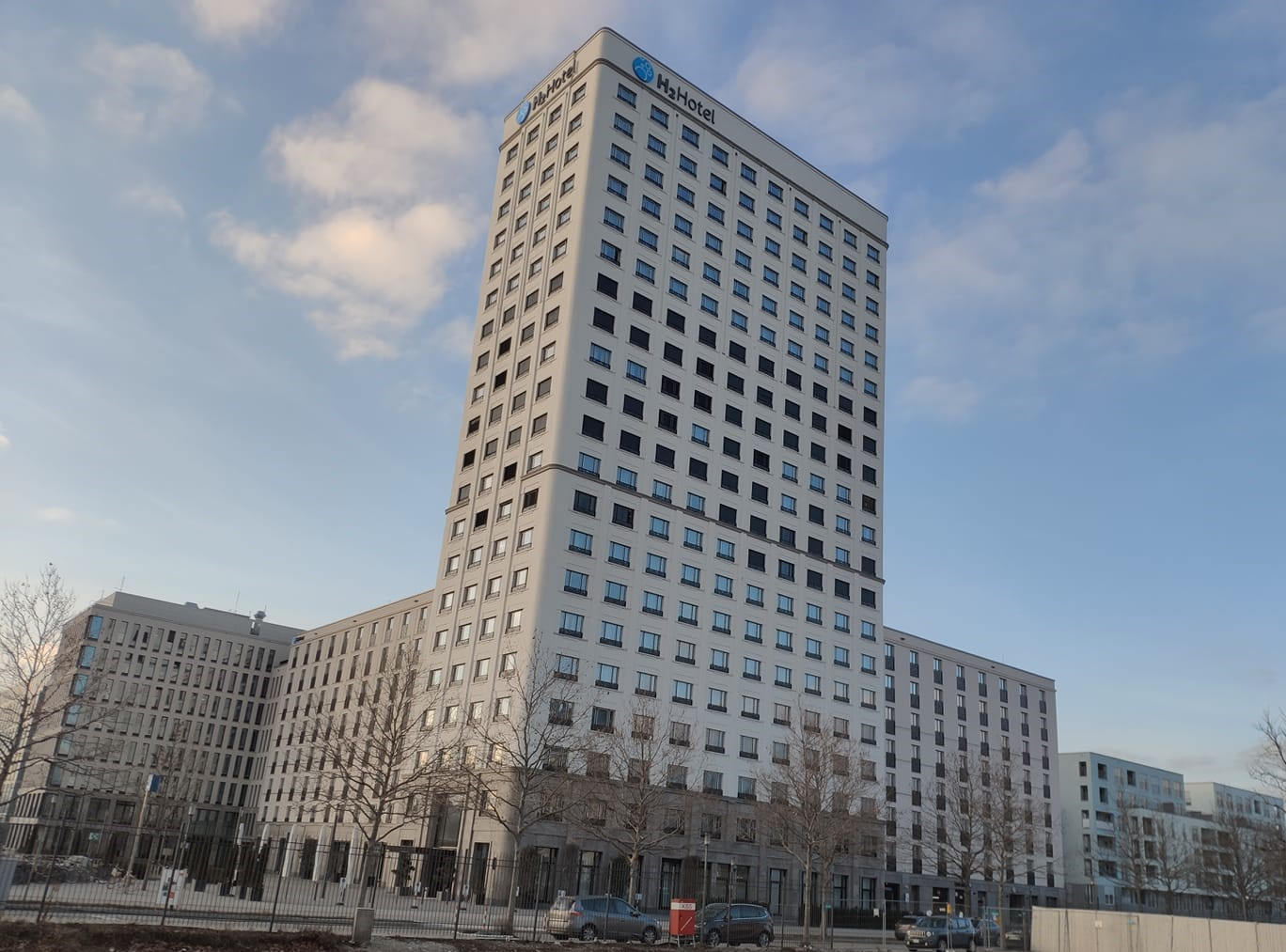
MO82

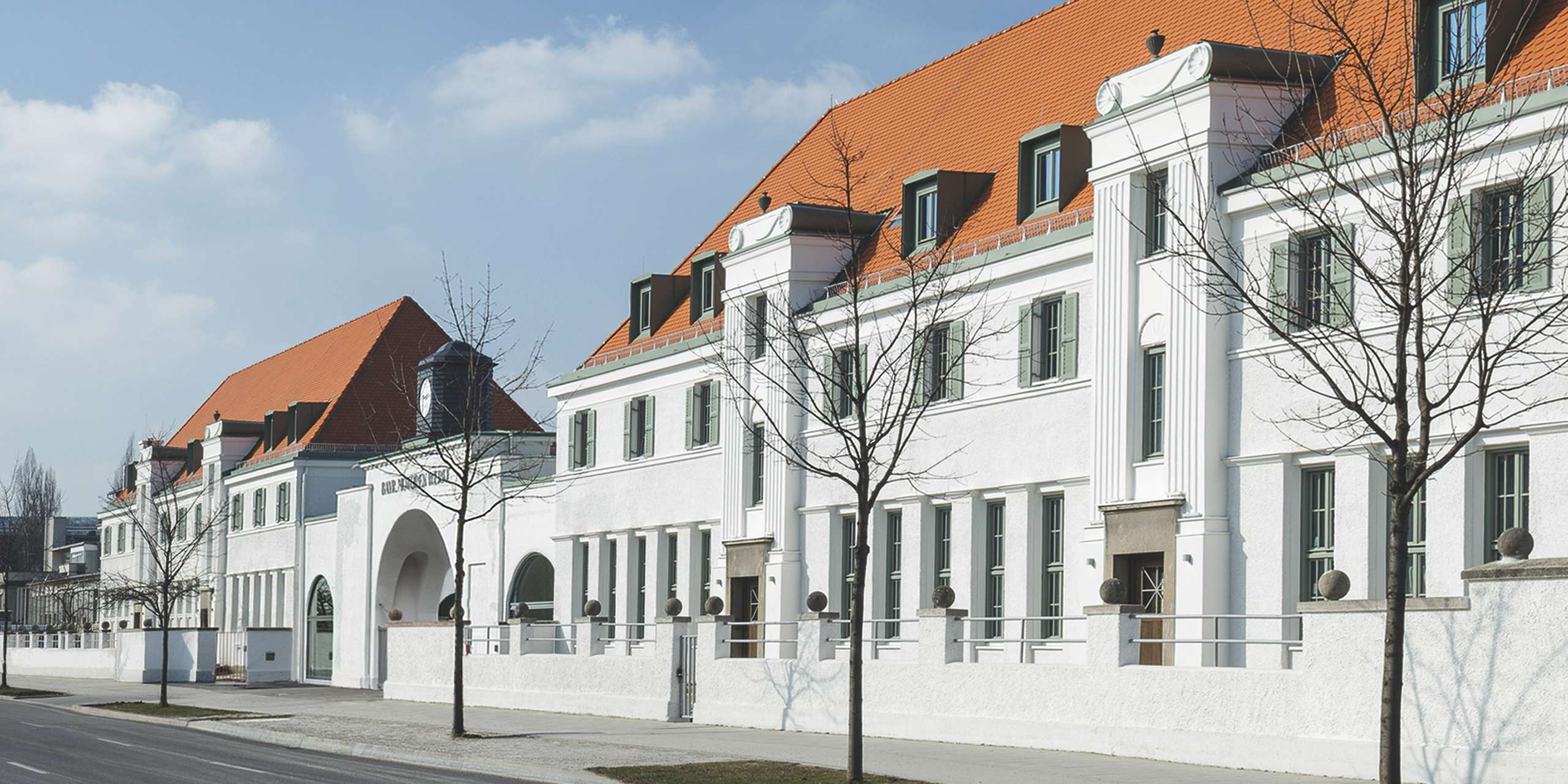
BMW Group Classic

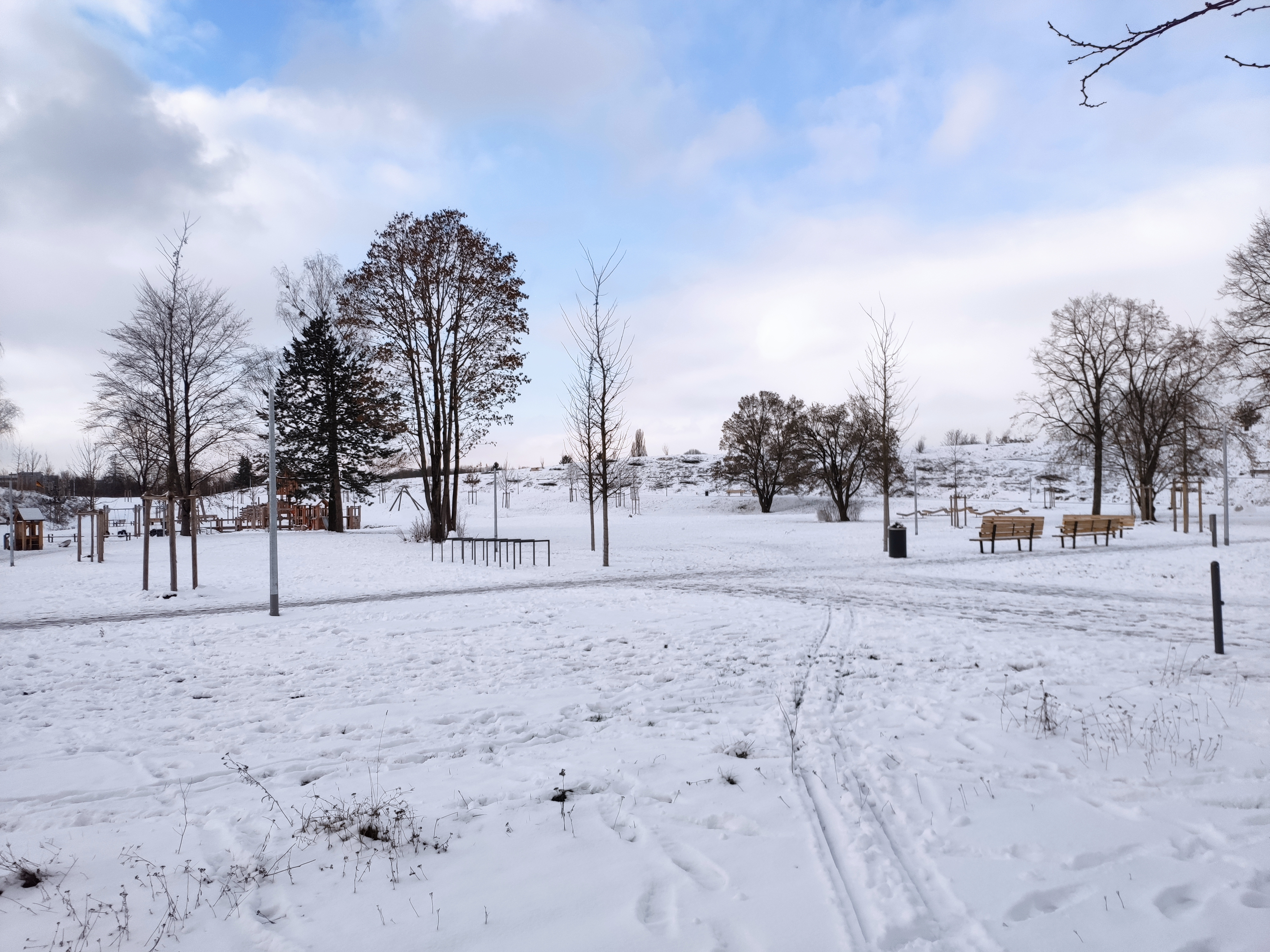
Park am Oberwiesenfeld

Am Oberwiesenfeld ist ein nördlich des Olympiaparks an der Moosacher Straße in München-Am Riesenfeld gelegenes Stadtquartier und der Name einer Münchner Straße. Es ist über den U-Bahnhof Oberwiesenfeld an die U3 angebunden.

## Geschichte

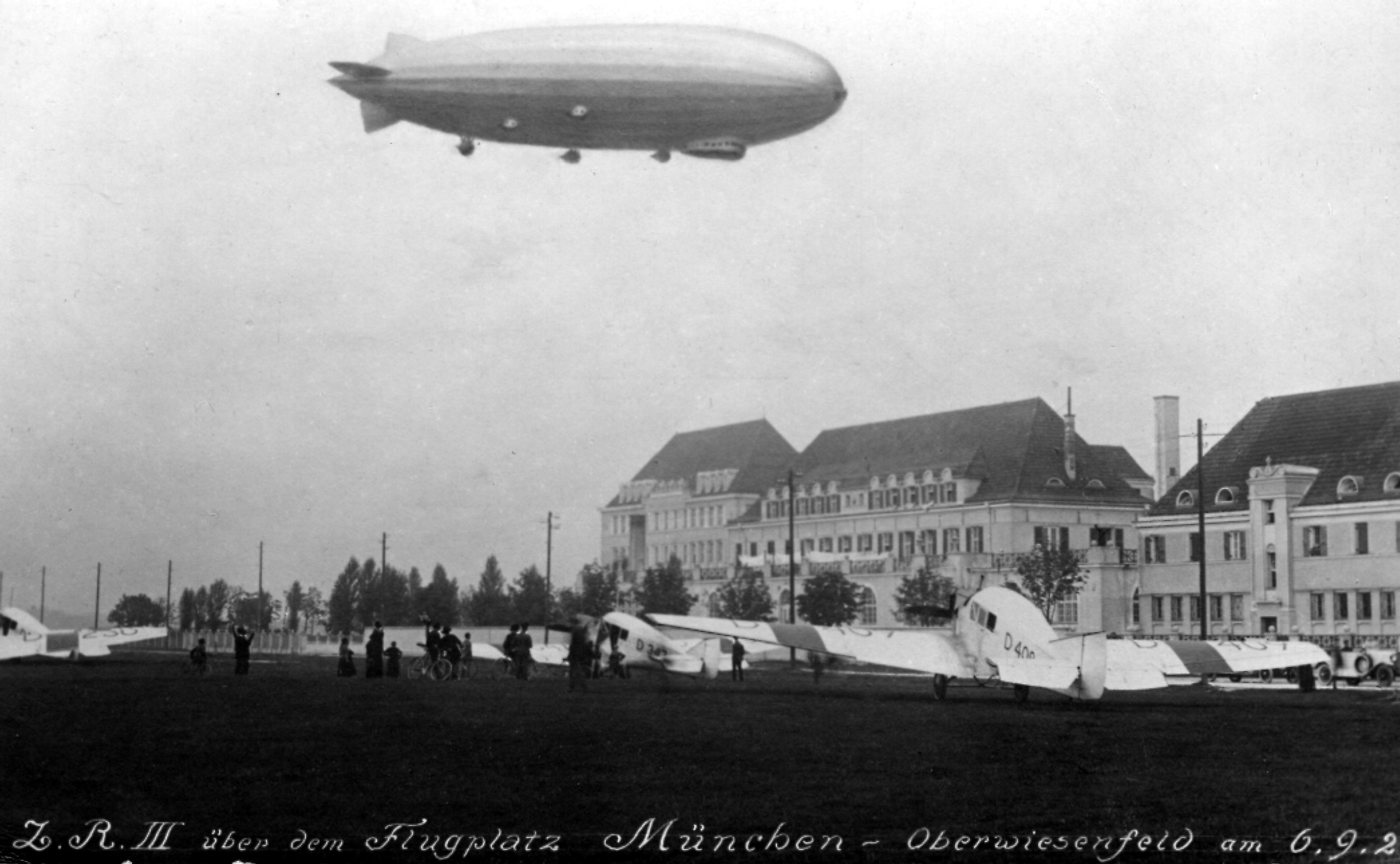
Zeppelin LZ 126 über dem Oberwiesenfeld vor dem Knorr-Bremse-Gebäude, 1924

Es ist Teil des Oberwiesenfelds. Ab 1909 wurde das Grundstück am Oberwiesenfeld als Flugplatz genutzt und etablierte sich im Verlauf der weiteren Jahre mit zahlreichen Ausbauten zum ersten Verkehrsflughafen Münchens für Passagiere und Fracht. Erst 1939 wurde er vom Flughafen München-Riem abgelöst. In den 2000er Jahren wurden auf dem Gelände das Leonardo Royal sowie das Hotel Adagio errichtet. Ab 2015 entstanden unter dem Namen Olympia Wohn Park 366 Wohnungen und Einzelhandelsflächen, sowie mit dem MO82 ein 70 Meter hohen Wohn und Büroturm mit Hotel, Boardinghouse und Studentenwohnheim. Ein weiteres 100 Meter hohes Hochhaus und 500 Wohnungen sind in Planung. Bis 2027 wird auf nicht mehr genutzten, ehemaligen Industrieflächen der Knorr-Bremse AG ein neues Stadtviertel für mehr als 1.000 Bewohner entstehen. Das Wohnviertel soll energieautark und möglichst klimaneutral über die gesamte Lebensdauer sein sowie sich am Schwammstadtprinzip orientieren. Um einen öffentlichen Gemeinschaftsgarten gruppiert sich hier dann Wohnungen, Läden, Gastronomie, Kindertagesstätten sowie Büros.
Nördlich liegt die Adolf-Kolping-Berufsschule. Im Westen des Areals liegt der 4,22 Hektar große Park am Oberwiesenfeld, der gleichzeitig eine Verbindung zum Naherholungsgebiet Lerchenauer See schafft. Im Süden schließt sich das Olympische Dorf an. Der Christl-Marie-Schultes-Weg, eine Fuß- und Radwegunterführung unter dem Nordring der Bahn zwischen Wilhelmine-Reichard-Straße und der Straße Am Oberwiesenfeld verbindet die südliche Lerchenau mit dem U-Bahnhof Oberwiesenfeld. Parallel zu den Arbeiten am DB-Nordring entstand 2017–2019 nördlich der Wilhelmine-Reichard-Straße die Grünfläche an der Schittgablerstraße. An der Moosacher Straße liegt der Firmenhauptsitz der Knorr-Bremse und der von Westwing sowie das Museum BMW Group Classic. Südlich der Moosacher Straße sind die München Caribes, nordwestlich des Viertels schließt sich die Eggarten-Siedlung an. 2025 realisiert Michi Kern als zweijährige Zwischennutzung den "Lucky Star" auf dem ehemaligen Knorr-Bremse-Gelände.